# Praestigia
Praestigia és un gènere d'aranyes araneomorfes de la subfamília Erigoninae, dins de la família Linyphiidae. Es poden trobar a la zona holàrtica.
Fou descrit per primera vegada per Alfred Frank Millidge l'any 1954.
La característica definidora de Praestigia és una protuberància  que surt de la regió ocular en els mascles, la qual varia en forma segons l’espècie i presenta una caputxa a l’extrem distal. Aquesta caputxa està composta per una sèrie de fibres interconnectades, enganxades a la projecció amb una substància cerosa. La caputxa és fàcilment desplaçable i es pot perdre, i el seu origen és desconegut.

## Llista d'espècies
Segons The World Spider Catalog 12.0:
- Praestigia duffeyi Millidge, 1954 (Espècie tipus)
- Praestigia eskovi Marusik, Gnelitsa & Koponen, 2008
- Praestigia groenlandica Holm, 1967
- Praestigia kulczynskii Eskov, 1979
- Praestigia makarovae Marusik, Gnelitsa & Koponen, 2008
- Praestigia pini (Holm, 1950)
- Praestigia sibirica Marusik, Gnelitsa & Koponen, 2008
- Praestigia uralensis Marusik, Gnelitsa & Koponen, 2008